# Венко Тонков
Венко Кирилов Тонков е български скулптор, преподавател във Великотърновски университет „Св. св. Кирил и Методий“.

## Биография
Роден е през 1954 година в Полски Сеновец, община Полски Тръмбеш, област Велико Търново.
Тонков завършва Великотърновския университет „Св. св. Кирил и Методий“ със специалност „Скулптура“ през 1978 г.
Преподавател е по „Технологии в скулптурата и изпълнение в материал“ във Факултета по изобразително изкуство на Великотърновския университет.
Анастасия Тонкова – дъщеря на Венко Тонков също е творец в областта на живописта.

## Самостоятелни изложби
- Велико Търново, галерия „Спектър“, 1991
- Велико Търново, галерия „Спектър“, 1998
- Велико Търново, изложбени зали, 2002
- Габрово, Дом на хумора, 2002
- Юбилейна изложба, Изложбени зали „Рафаил Михайлов“, 2004
- „Постаменти“, Велико Търново, изложбени зали „Рафаил Михайлов“, 2009

## Симпозиуми
- Симпозиум по керамика, Троян
- Спечелен национален конкурс за паметник на Васил Левски (колектив), Кърджали
- Симпозиум „Каменна пластика“, Мездра
- Симпозиум „Дървопластика“, с. Рибарица

## Монументни творби
- Паметник на загиналите във войните – с. Полски Сеновец
- Паметник на Суворов – Тутракан
- Паметник на опълченците – с. Караисен
- Паметник на Васил Левски – Кърджали
- Паметна плоча на д-р Васил Берон – Велико Търново